# Абрамов, Николай Иванович
Никола́й Ива́нович Абра́мов (5 января 1950, Котельники, Московская область — 6 августа 2005, Москва) — советский футболист, защитник. Чемпион СССР 1969 года. Игрок сборной СССР.

## Карьера

### Клубная карьера
По воспоминаниям Геннадия Логофета, уже в 18 лет Абрамов «был состоявшимся мастером. На позиции центрального защитника он не только грамотно отбирал мяч, что само по себе неплохо, но и в совершенстве владел искусством первого паса». В 1969 году в первом же сезоне за московский «Спартак» он стал чемпионом СССР. В 1970 году принял участие в двух играх Кубка Европейских чемпионов против «Базеля». В 1971 году вместе с командой стал обладателем кубка СССР. Всего в период с 1969 по 1976 он сыграл за «Спартак» 181 матч во всех турнирах и забил 1 гол, был одним из лидеров «красно-белых». В 28 лет перешёл в клуб второй лиги «Москвич», в 1981 году некоторое время являлся его тренером.

### Карьера в сборной
Сыграл 3 матча за основную сборную СССР (против Югославии и ФРГ в 1972 и против Аргентины в 1976) и ещё один — за олимпийскую. Был в составе главной команды в заявке на Евро-1972, но на поле не выходил.

## Смерть
Скончался 6 августа 2005 года во время проходившего на стадионе «Локомотив» ветеранского турнира памяти министра МПС Бещева от острого инфаркта прямо на футбольном поле.